# Honeymoon Suite
Honeymoon Suite es una banda canadiense de hard rock formada en 1981 en Ontario. Han grabado siete álbumes de estudio y dos álbumes en vivo.

## Discografía

### Álbumes

#### Estudio
- Honeymoon Suite (1984) #38 CAN
- The Big Prize (1985) #6 CAN
- Racing After Midnight (1988) #8 CAN
- Monsters Under the Bed (1991)
- Lemon Tongue (2001)
- Dreamland (2002)
- Clifton Hill (2008)

#### En Vivo
- 13 Live (1995)
- HMS Live at the Gods (2005)

#### Recopilatorios
- The Singles (1989) #45 CAN
- The Essentials - Honeymoon Suite (2005)
- Feel It Again: An Anthology (2006)

### Sencillos
- "New Girl Now" (1984) #23 CAN, #57 EE. UU.
- "Burning In Love" (1984) #75 CAN
- "Stay In the Light" (1985) #44 CAN
- "Wave Babies" (1985) #59 CAN
- "Bad Attitude" (1985)
- "Feel It Again" (1986) #16 CAN, #34 EE. UU.
- "What Does It Take" (1986) #28 CAN, #52 EE. UU.
- "All Along You Knew" (1986) #65 CAN
- "Lethal Weapon" (1987) #54 CAN
- "Love Changes Everything" (1988) #9 CAN, #91 EE. UU.
- "Lookin' Out for Number One" (1988) #35 CAN
- "Other Side of Midnight" (1988)
- "It's Over Now" (1988) #40 CAN
- "Cold Look" (1988)
- "Still Lovin' You" (1989) #33 CAN
- "Long Way" (1990) #87 CAN
- "Say You Don't Know Me" (1991) #37 CAN
- "The Road" (1992) #60 CAN
- "The Way I Do" (2002)
- "Gone" (2003)
- "Tired O' Waitin' on You" (2008)
- "Ordinary" (2009)
- "If Tomorrow Never Comes" (2012)